# Квантитативни поремећаји памћења
Квантитативни поремећаји памћења представља промену обима и јасноће репродукције.
Поремећаји памћења се деле на квалитативне, квантитативне и поремећаје временског тока догађаја..
Клинички облици квантитативних поремећааја су:

## Хипермнезија
Хипермнезија подразумева изузетно појачану способност репродукције догађаја који се се већ догодили и то до најситнијих детаља. Нормално је да се човек боље присећа детаља који су афективно пребнојени, међутим, поред тога постоје и посебно обдарени људи (вештаци памћења), који су у стању да упамте необично велики број детаља. Ова способност међутин, не мора бити уско повезана с оштом интелигенцијом субјекта. Хипермнезију у патолошким случајевима срећемо код делирантних стања, у току епилептичне ауре, у изразито стресним ситуацијама, поготову ако је притом и живот угрожен (дављење на пример). Среће се код маничних и хипоманичних поремећаја. Запажа се и код фебрилних стања, под дејством амфетамина (психоактивна супстанца), и других халуциногених дрога. Пренаглашена способност присећања детаља се среће и код параноика, који се присећа сваког детаља који би могао имати извесне мере са његовим суманутим идејама.

## Хипомнезија
Хипомнезија представља умањену способност упамћивања и репродукције.хипоманија може бити органска, која се јавља у склопу успореног мисаоног тока, код хиповигилне пажње, несигурне оријентације и смаљене критичности. Функционалну хипоманију карактерише селективно оштећење и односи се само на извесне садржаје.

## Пролазна заборавност
Пролазна заборавност се јавља у оквиру стања са наглашеним емоционалним тоном: страх, бес, поспаност, замор и сл.

## Амнезија
Амнезија представља одсуство памћења, илинеспособност репродукције догађаја из одређеног временског периода. Амнезије се могу манихествовати у виду делимичне (изостају одређени садржаји из целине) амнезије, трајне (немогућност присећања свих догађаја и доживљаја у одређеном временском периоду, најчешће у поремећају свести), амнезије.
Према етиологији, амнезије делимо на:
- Органске амнезије, које су последица деловања физичких, инфективних или токсичних агенса на мозак (запађење мозга, потреси мозга, запаљењске промене, спољашњи или унутрашњи извори тровања, поремећаји крвотока у мозгу, епилептичке кризе).[10]

- Функционалне амнезије или психогене амнезије, настају као последица функционалних промена свести (сужења свести). Нема знакова органских оштећења мозга.[9]

### Ретроградна амнезија
Ретроградна амнезија се односи на немогућност присећања за догађаје који су се десили непосредно пре физичке повреде главе и консекутивног прекуда континуитета свести. Немогућност присећања може обухватати период различитог трајања. Најдужи перид је одмах наком освешћења, а са даљим опоравком се скраћује. Пракса показује да се ретроградна амнезија мајчешће "задржава" неколико секунди непосредно пре повређивања. Ретроградна амнезија се може јавити услед физичких повреда главе - потреса или нагњечења главе, неуспелог вешања, акутног тровања, апликовања електроконвулзивне терапије и слично.

### Конградна амнезија
Конградна амнезија подразумева период несећања за збивања у периоду измењеног стања свести, тј. нема потпуног прекида у време повреде. Несећање постоји само за период континуитета свести.

### Антероградна амнезија
Антероградна амнезија Означава немогућност присећања за збивања током периода "нормализације" стања свести непосредно после потпуног прекидањеног континуитета. Карактеристична је за сенилну церебралну дегенерацију.

### Лакунарна амнезија
Лакунарна или ограничена амнезија обухвата само неки изоловани догађај, или групу догађаја, који су обично имали јако афективно значење. Може се јавити и као последица органских оштећења, артериосклрозе церебралних крвних судова, као поседица делирантних стања и у периодима осцилације нивоа свести, будности пацијената.